# 第5屆「勁歌王」全球華人樂壇音樂盛典獲獎名單
第5屆「勁歌王」全球華人樂壇音樂盛典於2008年在廣州舉行。
以下為第5屆「勁歌王」得獎名單：

## 歌手獎項

### 勁歌王
- 古巨基

### 勁歌后
- 容祖兒

### 最佳男歌手/女歌手/組合
| 最佳男歌手/女歌手/組合得獎名單 | 最佳男歌手/女歌手/組合得獎名單 | 最佳男歌手/女歌手/組合得獎名單 | 最佳男歌手/女歌手/組合得獎名單 |
| 地區                           | 最佳男歌手                     | 最佳女歌手                     | 最佳組合                       |
| ------------------------------ | ------------------------------ | ------------------------------ | ------------------------------ |
| 香港區                         | 陳奕迅                         | 楊千嬅                         | EO2                            |
| 台灣區                         | 光良                           | 王心凌                         | FIR                            |
| 內地區                         | 張敬軒                         | 何潔                           | 水木年華                       |

## 歌曲獎項

### 勁歌王至尊金曲獎
- 《愛回家》——古巨基

### 勁歌K歌金曲
- 《無所謂》——衛蘭
- 《男人KTV》——側田
- 《男人女人》—— 許茹芸&阿穆隆

### 最受歡迎合唱歌
- 《我的最愛》——方力申、鄧麗欣
- 《一起愛》——裕美、范萱蔚

### 最佳原創歌曲
- 《感謝寂寞》—— 應昌佑
- 《我不配》—— 邰正宵

### 最佳改編歌曲
- 《傻女》—— 衛詩

### 最愛華語經典金曲
- 《飄雪》—— 陳慧嫻

### 粵語金曲獎
- 楊千嬅《All About Love》
- 容祖兒《零時零分》
- 鄭融《東京百貨》
- 側田《男人KTV》
- 吳雨霏《逼得太緊》
- 泳兒《花無雪》
- 衛蘭《無所謂》
- 鄧麗欣《電燈膽》
- 陳慧嫻《無名指》
- 古巨基《愛回家》

### 國語金曲獎
- 光良《不會分離》
- 蘇見信《我恨你》
- 王心凌《熱愛》
- 薛凱琪《愛麗絲的第一次》
- 何潔《明明不是ANGEL》
- 水木年華《借我一生》
- 許茹芸《好聽》
- 方大同《LOVE SONG》
- 溫嵐《熱浪》
- FIR《月牙彎》

## 專輯獎項

### 最暢銷唱片大獎
- 《Magic Cyndi》── 王心凌
- 《Fly!Cyndi》── 王心凌

## 個人獎項

### 最佳舞台演繹獎
- 溫嵐
- FIR
- 衛詩

### 勁歌王至尊歌手獎
- 陳慧嫻

### 最佳搖滾歌手獎
- 何超儀

### 亞洲最具人氣新人組合
- Super Junior-M

### 勁歌王最受關注演唱會
- 蘇見信《從信開始我就是我》巡迴演唱會

### 勁歌王全能藝人獎
- 薛凱琪

## 傑出青年歌手獎

### 台灣傑出青年歌手獎
- 蘇見信

### 香港傑出青年歌手獎
- 方力申

### 內地傑出青年歌手獎
- 何潔

## 網絡人氣獎項

### 網絡人氣男歌手
- 方大同

### 網絡人氣女歌手
- 薛凱琪

### 網路人氣組合
- Twins

## 飛躍獎項

### 飛躍歌手
- 傅穎
- 鄭融

## 創作人獎項

### 勁歌作曲王
- 光良

### 勁歌作詞王
- 林夕

### 勁歌唱作人王
- 側田
- 張繼聰
- 方大同

### 勁歌王最佳作曲
- 側田

### 勁歌創作王
- 光良

## 新人獎項

### 最佳新人獎（台灣）
- 男
  - 楊宗緯
  - 唐禹哲
- 女
  - 王若琳

### 最佳新人獎（香港）
- 男
  - 陳柏宇
  - 小肥
  - 周柏豪
- 女
  - 江若琳
  - 裕美

### 最佳新人獎（內地）
- 男
  - 俞灝明
  - 王櫟鑫
- 女
  - 張力尹
  - 厲娜

### 最有前途新人組合
- Freeze（香港）
- K-ONE（台灣）
- MIRROR（內地）

### 勁歌王新登場歌手
- Kellyjackie
- 朱韻詩